# Парачин
Парачин (серб. Параћин) — город Поморавского округа в центральной части Сербии, относится к статистическому региону Шумадия и Западная Сербия. Административный центр одноименной общины.
Расположен в долине реки Велика-Морава на берегу реки Црница, к северу от Крушевацаи и к юго-востоку от Крагуеваца.

## Население
В 2011 году в городе проживало 24 573 человека. Большинство населения составляют этнические сербы.

## История
Впервые упоминается в 1375 году в письме князя Лазаря Хребеляновича.
Одна из улиц носит имя Светолика Драгачеваца — начальника полиции города Парачин до 1933 года, который перед нападением немцев на Югославию написал письмо на имя Адольфа Гитлера, в котором обличал его политику, а после падения Югославии был брошен в тюрьму и умер в концлагере Маутхаузен.

## Экономика
До начала Второй мировой войны в городе действовала текстильная фабрика. На сегодняшний день наиболее известны функционирующие Сербский стекольный завод и кондитерская фабрика «Парачинка» (Paraćinka).
Город обслуживается гражданским аэропортом, известным как аэропорт «Давидовац». Через него проходит шоссе Белград-Ниш.

## Известные уроженцы
- Джурич, Живота (1963—1999) — полковник ВВС Югославии. Участник войны НАТО против Югославии.
- Крсманович, Бранко (1915—1941) — Народный герой Югославии.
- Джорджевич, Ненад (род. 1979) — сербский футболист.

## Города-побратимы
- Мурска-Собота Словения
- Ябланица Федерация Боснии и Герцеговины